# Горенское (село, Калужская область)
Горенское — село в городском округе город Калуга в Калужской области России.

## География
Село находится в центральной части Калужской области, в зоне хвойно-широколиственных лесов, в пределах северо-западного склона Среднерусской возвышенности, в долине реки Оки, в 13-14 км к югу от центра города Калуги, рядом с трассой Калуга — Орёл. Село состоит из двух частей — старого и нового села.
В 0,5 км к северу от села находился Пионерский лагерь «Звёздный», населённый пункт находился при одноимённом пионерском лагере.

### Климат
Климат характеризуется как умеренно континентальный, с тёплым летом и холодной снежной зимой. Среднегодовая многолетняя температура воздуха составляет 3,8 °С. Средняя температура воздуха самого тёплого месяца (июля) — 17,6 °C (абсолютный максимум — 38 °C); самого холодного (января) — −10 °C (абсолютный минимум — −46 °C). Безморозный период длится в среднем 149 дней. Среднегодовое количество атмосферных осадков составляет 738 мм, из которых большая часть (467 мм) выпадает в тёплый период. Снежный покров держится в течение 139 дней.

## История
В XVIII—XIX веках Горенское относилось к так называемой «Гамаюнщине» — региону со своим, отдельным укладом, включавшим в себя ряд населённых пунктов (сел и деревень) правобережья Оки под Калугой.
До революции регион резко отличался от окружающих его селений особенностями быта, из чего можно сделать предположение, что местные крестьяне не были коренными жителями данной местности и прибыли сюда из другого края, вероятно, в XVI веке, когда правобережье Оки и Угры после полуторастолетнего господства Литвы снова стало частью Русского царства.
Селения Гамаюнщины образовывали слободу, которая была пожалована Петром I князю-кесарю Фёдору Ромодановскому. Местные крестьяне были оброчными, поэтому помимо земледелия, рукоделия, разведения скотины и домашней птицы, занимались извозом и торговлей.
В 1739 году Ромодановская слобода была продана заводчику Н. Н. Демидову. Он отправил часть местных крестьян на Урал, часть — работать на местные заводы, а остальных перевел с оброка на барщину. Жестокое обращение со стороны Демидова вызвало несколько восстаний (в 1741 и 1752 годах), которые были подавлены при помощи армии.
В 1758 году владения Демидова в Калужском уезде перешли к его сыну Алексею. В 1782 году за ним помимо Горинской значатся деревни Животинкина, Колюпанова и Сивкова и два завода.
После реформы 1861 году деревня Горенская вошла в Андреевскую волость Перемышльского уезда. В 1925 году в ходе административных преобразований включена в состав Некрасовской волости Калужского уезда.

## Население
| 2002 | 2010 | 2022 |
| ---- | ---- | ---- |
| 19   | ↗22  | ↗28  |

## Инфраструктура
Личное подсобное хозяйство с зоной сельскохозяйственного использования, индивидуальная застройка усадебного типа.

## Транспорт
Село доступно автотранспортом. Остановка общественного транспорта «Горенское».